# Euspilotus carinipennis
Euspilotus carinipennis är en skalbaggsart som först beskrevs av Desbordes 1924.  Euspilotus carinipennis ingår i släktet Euspilotus och familjen stumpbaggar. Inga underarter finns listade i Catalogue of Life.